# Glacier de la Pendant
Le glacier de la Pendant est un glacier de France situé dans le massif du Mont-Blanc, sur la commune de Chamonix-Mont-Blanc.
Le glacier naît sur l'ubac de l'aiguille des Grands Montets, à environ 3 200 mètres d'altitude, et se dirige vers le nord-ouest. Il est entouré par le glacier du Nant Blanc au sud, le glacier des Grands Montets au sud-est, le glacier de Lognan au nord-ouest et le glacier des Rognons à l'est. Le domaine skiable des Grands Montets s'étend de part et d'autre du glacier.

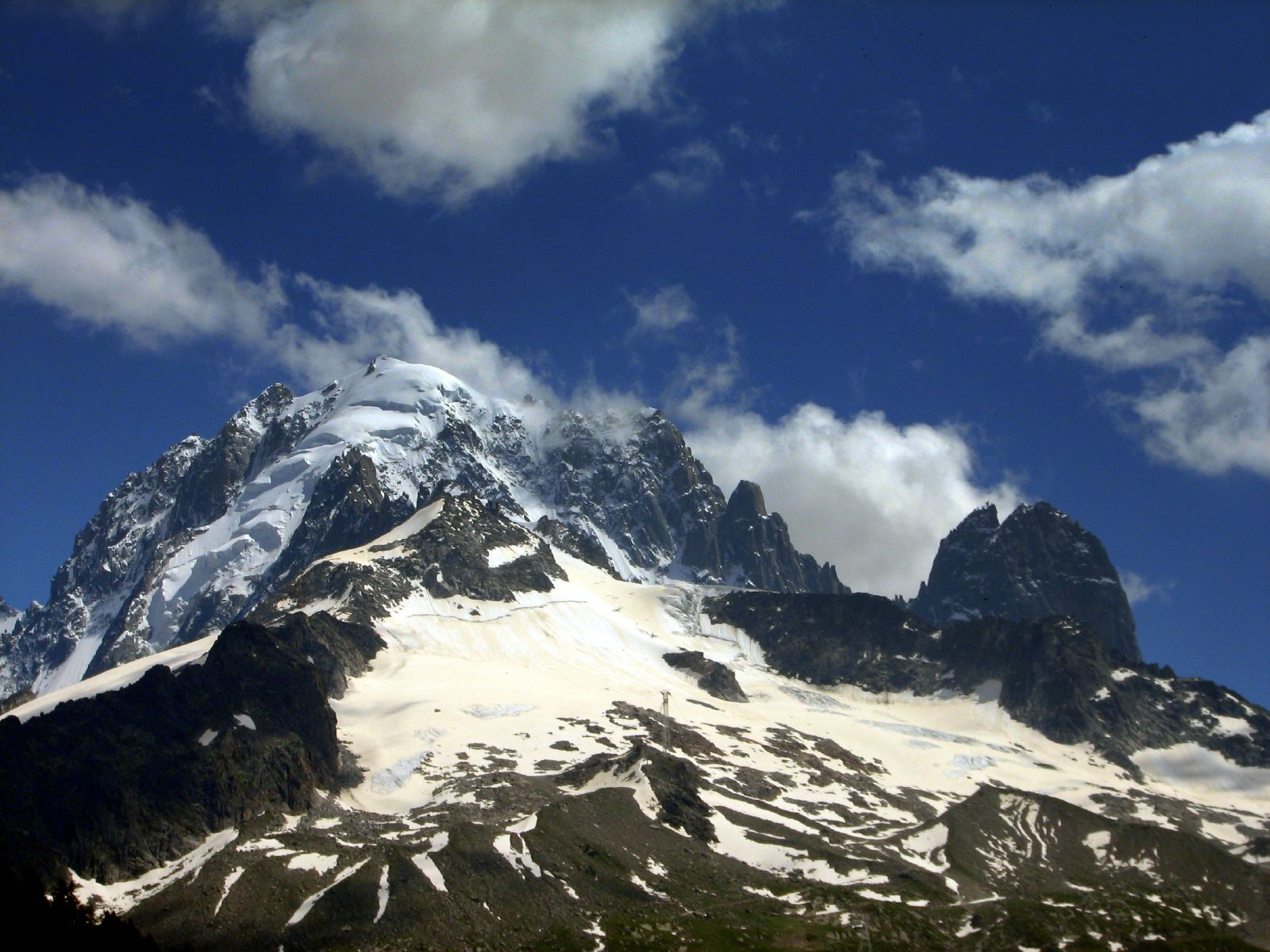
L'aiguille Verte (à gauche) et les Drus (à droite) vus depuis les Grands Montets au nord-ouest avec les glaciers de Lognan (sur la gauche) et de la Pendant (sur la droite).